# (2129) Cosicosi
(2129) Cosicosi (1973 SJ) – planetoida z grupy pasa głównego asteroid okrążająca Słońce w ciągu 3,22 lat w średniej odległości 2,18 au. Odkryta 27 września 1973 roku.